# Stazione di Nishi-Kozakai
La stazione di Nishi-Kozakai (西小坂井駅?, Nishi-Kozakai-eki) è una stazione ferroviaria situata nella città di Toyohashi, nella prefettura di Aichi in Giappone. La stazione e gestita dalla JR Central e serve la linea principale Tōkaidō.

## Linee
JR Central
■ Linea principale Tōkaidō

## Struttura
La stazione è costituita da due marciapiedi a isola con quattro binari in superficie, dei quali tuttavia uno non è utilizzato, ed è separato dalla stazione da una barricata.
| 2   | ■ Linea principale Tōkaidō | per Toyohashi e Hamamatsu   |
| 3-4 | ■ Linea principale Tōkaidō | per Okazaki, Nagoya e Ōgaki |

## Stazioni adiacenti
| ≪                                                           | Servizio                 | ≫                        |
| Linea principale Tōkaidō                                    | Linea principale Tōkaidō | Linea principale Tōkaidō |
| ----------------------------------------------------------- | ------------------------ | ------------------------ |
| Toyohashi                                                   | Locale Rapido sezionale  | Aichi-Mito               |
| Il Nuovo Rapido, il Rapido e il Rapido speciale non fermano |                          |                          |